# Onthophagus doisuthepensis
Onthophagus doisuthepensis är en skalbaggsart som beskrevs av Masumoto 1989. Onthophagus doisuthepensis ingår i släktet Onthophagus och familjen bladhorningar. Inga underarter finns listade i Catalogue of Life.